# خوسيه أنخيل فرنانديز فيلا
خوسيه أنخيل فرنانديز فيلا (بالإسبانية: José Ángel Fernández Villa)‏ هو سياسي إسباني، ولد في 1943 في إسبانيا. حزبياً، نشط في حزب العمال الاشتراكي الإسباني. وقد انتخب عضو مجلس الشيوخ الإسباني ‏.